# هوربی
شهر هوربی (به سوئدی: Hörby) در بخش هوربی در کشور سوئد واقع شده‌است. جمعیت این شهر ۱۶۳۱٫۴۳ نفر است.